# The House of the Seven Gables
The House of the Seven Gables é um romance gótico escrito em 1851 pelo escritor americano Nathaniel Hawthorne e publicado no mesmo ano pela Companhia Editora Ticknor and Fields, de Boston. Hawthorne explora temas envolvendo culpa, retribuição e expiação em uma família da Nova Inglaterra, nos Estados Unidos, colorindo seus relatos com sugestões de ordem sobrenatural e bruxaria. A história foi inspirada em uma Casa de Sete Torres existente em Salem, pertencente à prima de Hawthorne, Susanna Ingersoll, e pelos antepassados Hawthorne que desempenharam algum papel na caça às Bruxas de Salém, em 1692. O livro foi bem recebido quando da sua publicação, e mais tarde teve uma forte influência sobre o trabalho de H. P. Lovecraft. The House of the Seven Gables foi adaptada diversas vezes para o cinema e a televisão.

## Sumário
A história ocorre na metade do Século XIX, e relata fatos envolvendo a Casa das Sete Torres, desde a sua construção, no Século XVII, até o momento em que uma jovem parente, Phoebe, passa a morar com os velhos proprietários, dois irmãos angustiados sob o peso de um passado em que um deles foi condenado injustamente pelo assassinato de seu antepassado. Durante o relato, um romance entre o jovem inquilino Holgrave e Phoebe acontece, e no final os motivos da trama são revelados.

## Enredo
1º capítulo: A velha família Pyncheon
O primeiro capítulo tem início com a história da velha casa da família Pyncheon, localizada na Pyncheon Street, na Nova Inglaterra. Relata como a casa substituiu a humilde cabana do primeiro ocupante daquelas terras, Mathew Maule, que construira ali sua cabana, então longe do povoado, ao lado de uma fonte natural de água. Com o passar do tempo, o sítio se tornou desejável ao Coronel Pyncheon, o puritano que pretendia se apossar dele, e o fez quando Maule foi acusado e executado por bruxaria. Na hora da execução, o condenado apontara para o Coronel e vociferara: “Deus há de fazê-lo beber sangue!”. No local da humilde cabana, Pyncheon mandou construir sua mansão, e o mestre carpinteiro da obra foi justamente o filho de Maule, Thomas, o melhor operário da região, que foi o arquiteto da Casa das Sete Torres.
Quando a casa ficou pronta, foi programada uma grande festa, em que foram convidadas todas as pessoas importantes da região, inclusive o vice-governador. No dia da inauguração, porém, foi encontrado em seu escritório, morto, embebido em sangue; nunca se estabeleceu, no entanto, a sua verdadeira causa mortis, e todos lembraram, na ocasião, das palavras de Maule.
Mathew Maule e sua descendência caíram no esquecimento, enquanto a casa dos Pyncheon foi passando entre os herdeiros do velho coronel, mas as terras sempre tiveram problemas para o estabelecimento da posse, por falta da documentação, a qual jamais fora encontrada. Dessas pretensões e lutas pelas terras, gerou-se a ilusão de importância da família, que foi transmitida de geração em geração. Um dos descendentes Pyncheon, em dificuldades financeiras, acabou abrindo uma loja em uma das faces da residência, mas após sua morte a loja foi fechada até o período em que a história começa, no segundo capítulo do livro.
2º capítulo: A pequena loja
Miss Hepzibah, velha solteirona descendente dos Pyncheon, agora habita sozinha a Casa das Sete Torres. Passa por dificuldades financeiras, e aluga uma das torres da casa para um rapaz, artista no daguerreótipo. Como única paixão, secretamente admirava e chorava mediante uma miniatura do retrato de um rapaz, que guardava em sua velha escrivaninha. Por questões financeiras, Hepzibah resolvera reabrir a loja numa das faces da casa, apesar de tal fato lhe ser extremamente pesado e humilhante.
3º capítulo: O primeiro freguês

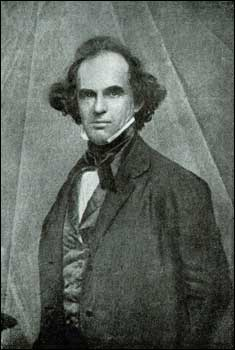
Nathaniel Hawthorne, em1848

Miss Hepzibah abre, com relutância, sua loja, mas se sente profundamente humilhada por ter que se submeter a tal situação, ainda sob a ilusão da importância do passado. Mr. Holgrave, o daguerreotipista, é o primeiro a vir até a loja, para cumprimentá-la e animá-la, observando que é o fim de uma época e o começo de outra. Quando o primeiro freguês surge, um menino, Hepzibah lhe dá o produto pedido de graça, ainda se sentindo humilhada. Aparecem outros fregueses, mas ela continua acreditando que a loja seria a causa de sua ruína moral e religiosa, mal contribuindo para sua subsistência.
4º capítulo: Um dia atrás do balcão
Enquanto está atrás do balcão, seu primo, o Juiz Jaffrey Pyuncheon, passa pela casa, observando-a, e ela procura sua miniatura do retrato, encontrando as semelhanças entre ambos. Outros fregueses apareceram, entre eles o velho Tio Venner, com quem Hepzibah tem amizade. No fim do dia, chega de surpresa em sua casa uma nova hóspede, a jovem Phoebe, pequena descendente dos Pyncheon de uma zona rural da Nova Inglaterra. Hepzibah resolve consigo mesma que Phoebe só ficará aquela noite.
5º capítulo: Maio e novembro
Contra as expectativas de Hepzibah, Phoebe Pyncheon se acomoda na Casa das Sete Torres como se estivesse em sua casa. Salienta, gentilmente, que quer trabalhar pelo seu sustento, apesar de Hepzibah observar que o Juiz Jaffrey Pyncheon, dono da mansão, pode não querê-la ali. Confidencialmente lhe mostra o retrato em miniatura, que é de Clifford Pyncheon, que Phoebe desconhece. Phoebe se mostra brilhante, jovial e prestativa, além de boa vendedora, tomando conta da loja. Hepzibah, apesar de considerá-la camponesa e não uma verdadeira “lady”, lhe confidencia histórias dos antepassados, entre eles a da linda Alice Pyncheon, que ali vivera há mais de cem anos, morrera de doença misteriosa, e fora dona do cravo que ora tocava. Conta-lhe, também, sobre o hóspede Mr. Holgrave, sobre o qual lera que andava fazendo discursos “sobre doutrinas dissolventes e selvagens”, e que ela acredita praticar magia negra e magnetismo em seu quarto solitário.
6º capítulo: A Fonte Maule
Phoebe se adapta à casa, e vai conhecer o jardim, que admira por estar bem cuidado. Enquanto trata das aves do galinheiro, é surpreendida pela chegada de Mr. Holgrave, que conversa com ela e confessa ser ele a cuidar do jardim. Ele a convida para ver suas produções de daguerreotipista, e mostra-lhe uma miniatura que ela considera semelhante ao velho quadro do antepassado que Hepzibah tem na sala. Phoebe comenta sobre a miniatura que Hepzibah lhe mostrou e Holgrave fica curioso e interessado, pois nunca a viu. Holgrave comenta, sem cerimônias, que deixará o jardim e as aves aos cuidados de Phoebe, para ela ter uma ocupação, e que ambos serão camaradas cultivadores, como no comunismo. Após trabalharem, quando Holgrave se retira, diz a ela, em tom brincalhão, que nunca deverá beber água na fonte Maule, nem lavar lá o seu rosto, pois a água é enfeitiçada. Quando Phoebe entra em casa, tem a impressão de ouvir, na escuridão da sala, uma voz estranha, que não provinha de Hepzibah e, já no quarto de dormir, tem a impressão de ouvir passos leves e hesitantes subindo a escada, seguidos pelos sussurros de Hepzibah.
7º capítulo: O Hóspede
Phoebe ajuda Hepzibah a preparar o café da manhã para um misterioso hóspede, que ao chegar é apresentado como Clifford Pyncheon, e nele Phoebe reconhece, apesar de já avançado em idade, o jovem do retrato em miniatura que Hepzibah sempre carrega consigo. O hóspede se alegra ao ver Phoebe e faz a refeição com elas. Quando a campainha da loja toca, Hepzibah confessa a Clifford que as dificuldades financeiras a fizeram reabrir a loja, e ele se surpreende com a pobreza, mas aceita e se conforma com a situação.
8º capítulo: O Pyncheon atual
Phoebe está atendendo a loja, e descobre através de um pequeno freguês que Clifford é irmão de Hepzibah. Quando entra um senhor na loja, em quem Phoebe reconhece muitos dos traços do retrato do velho Coronel Pyncheon, chegando a compará-los, ele se apresenta como Juiz Jaffrey Pyncheon, seu parente. O Juiz quer entrar na casa, mas Phoebe fica temerosa; Hepzibah tenta impedir que ele entre, apesar de esse tentar convencê-la de suas boas intenções e convidá-la, e ao seu irmão, para que fiquem em sua casa de campo. Clifford ouve a confusão e implora para que não deixem o Juiz entrar. Phoebe fica confusa sobre a situação, sobre a angústia de Hepzibah e Clifford mediante o visitante, e não sabe julgar sobre a verdadeira personalidade do Juiz, que acaba se retirando.
9º capítulo: Clifford e Phoebe
Hepzibah está disposta, de todas as maneiras, a tornar mais feliz a vida de seu novo hóspede e irmão Clifford. A presença de Phoebe na Casa das Sete Torres ilumina a vida de Hepzibah e Clifford, que se apega a ela pelo desejo da beleza e da simplicidade. Aos poucos a alegria de Phoebe transforma a casa, e ela se apega, também, a Clifford, sem entender, no entanto, quais são os motivos de sua angústia. Hepzibah e Phoebe se revezam no cuidado da loja e de Clifford.
10º capítulo: O Jardim Pyncheon
Aos poucos, a presença de Phoebe tira Clifford do torpor em que se encontrava. Ela passa a se ocupar do jardim e das aves, juntamente com Holgrave. Phoebe, Clifford, Hepzibah, Holgrave e Tio Venner passam a se reunir, frequentemente, no jardim dos Pyncheon, e a alegria começa a voltar à Casa das Sete Torres.
11º capítulo: A janela da sacada
Phoebe, aos poucos, leva Clifford a observar a rua, o mundo, através da janela da sacada, tentando despertar nele a alegria, o amor à vida e o raciocínio. Observando a rua, Clifford percebe que as pessoas passam, se divertem, e em certa data, um sabá, quando Phoebe vai para a rua para passear, os dois irmãos, Hepzibah e Clifford, tentam sair um pouco, ir até uma igreja qualquer, mas retrocedem, com medo dos transeuntes.
Clifford, aos poucos, redescobre o mundo, mas tem atitudes infantis, antigas. Um dia, faz bolhas de sabão na janela, quando, envergonhado, é surpreendido pelo Juiz Pyncheon.
12º capítulo: O daguerreotipista
Phoebe, apesar de cuidar de Hepzibah e Clifford, não se atém aos limites da mansão Pyncheon, e ocupa as tardes livres consigo mesma. O daguerreotipista é o único jovem com quem tem convivência e, apesar das diferenças entre eles, Holgrave vai, aos poucos, revelando trechos de sua vida. Revela ser de família humilde, frequentara a escola pública, e já fora professor rural, vendedor de loja, redator político de um jornal, dentista prático. Também viajara muito, pela Nova Inglaterra como propagandista de uma fábrica de perfumes, e pela Europa, a bordo de um navio. Passara, também, algum tempo em uma comunidade de adeptos de Charles Fourier, além de dedicar-se ao mesmerismo; atualmente é daguerreotipista para ganhar seu sustento, não descartando, porém, a possibilidade de mudar, a qualquer momento, de profissão. Em meio a todas essas funções, no entanto, demonstra equilíbrio, e Phoebe fica intrigada pelo fato de seus códigos diferirem dos de Holgrave. Ele se interessa pela família dela mais em termos de alimento mental do que pelo coração. Otimista, ele imagina que todo o passado bolorento se haverá de desmoronar, as instituições agonizantes serão desfeitas e que tudo poderá recomeçar. Holgrave e Phoebe conversam, assim, sobre a influência do passado, e ele confessa ser também escritor, e ter escrito epsódios da família Pyncheon para uma revista. Phoebe se interessa e ele traz seus manuscritos para que ela os leia.
13º capítulo: Alice Pyncheon
O capítulo 13 se refere à Alice Pyncheon. No início da história, o carpinteiro Matthew Maule, neto do velho feiticeiro, é chamado para ir à mansão Pyncheon, e quem traz o recado é Scípio, criado negro dos Pyncheon. Matthew aceita o chamado, não sem antes comentar sobre a beleza da jovem Alice Pyncheon, recém-chegada da Itália. Matthew Maule não era muito simpático à cidade, em parte devido ao seu comportamento, em parte pela herança, visto ser neto do Maule enforcado como feiticeiro, e que todos acreditavam estar permanentemente assombrando a Casa das Sete Torres, em sua lide interminável pela posse do terreno, influenciando para que tudo corresse mal para os Pyncheon. Muitas lendas corriam sobre o jovem Matthew Maule: que penetrava nos sonhos da pessoas, nos seus cérebros, regulando suas vontades; que levava recados para o avô, no mundo dos espíritos; quês eus olhos maus poderiam mumificar crianças e crestar  trigo. Na ocasião da história de Alice, o proprietário da Casa da Sete Torres era Gervayse Pyncheon, que fora, em criança, aquele que descobrira que seu avô estava morto, no dia da recepção, e em decorrência disso, era sempre desgostoso.
Quando Matthew chega à mansão dos Pyncheon, ouve a música do cravo de Alice, depois se apresenta a Gervayse, que comenta sobre a pretensão que sua família tem em possuir um território a leste, fato esse do conhecimento de Matthew. Gervayse recorda que, no dia do falecimento do avô, o pai de Matthew viera fazer um trabalho em sua sala particular, e que vários papéis estavam espalhados pela mesa. Pyncheon prometeu recompensas a Maule, caso pudesse ter informações que o ajudassem a descobrir os documentos sobre as terras pretendidas, e Maule pediu a “própria Casa das Sete Torres” em troca do documento. Pyncheon, apesar do espanto, resolve aceitar a proposta, pois não tinha apego à casa. Maule pede, porém, para ter uma conversa com Alice, e depois de alguma relutância, sentindo seus negócios ameaçados, Pyncheon aceita e a chama. Alice era bela e aristocrática, e o pai lhe pede que converse com Maule, que se aproxima e pede que ela fixe seus olhos nos seus. Pyncheon se distrai, pensando no sucesso de seus negócios, quando, sob o hipnotismo de Maule, Alice se transfigura, fica distante, sem reação, para desespero de Pyncheon. Matthew diz que agora ela é dele, pelo direito do espírito mais forte. Durante o transe, Alice descreve 3 pessoas falecidas, que possuíam um conhecimento mútuo do documento perdido, mas que lutam entre si. Perante tal visão, Maule desiste da Casa da Sete Torres, dizendo ela fazer parte da maldição dos Pyncheon. Maule retira Alice do transe, e ela não lembra do ocorrido. Conta a lenda, porém, que Alice foi escrava de Maule para sempre, obedecendo-o sempre que ele assim o desejasse, perdendo toda a sua dignidade. Certa vez, foi constrangida a andar pela rua até a casa dos Maule, onde acontecia seu casamento, tornando-se a aia da noiva. Na volta, atravessando a neve e a chuva, resfriou-se, e acabou morrendo. Matthew Maule seguiu o enterro torturado. Queria humilhá-la, mas não causar a sua morte, e usara-a como um brinquedo em suas mãos.
14º capítulo: O adeus de Phoebe
Após a leitura do conto sobre Alice Pyncheon, Holgrave fica observando Phoebe e o poder que sua leitura exercera sobre ela, depois a acorda para a realidade. Já anoitece, e Holgrave admira o crepúsculo. Phoebe revela que nunca mais será alegre, depois de conhecer Hepzibah e Clifford, e que envelhecera nesse pouco tempo. Conta a Holgrave que vai partir, mas por pouco tempo, apenas para se despedir da família, pois resolveu morar ali, onde é necessária e querida. Holgrave confessa, para surpresa de Phoebe, que seu impulso com os dois velhos não é de ajudá-los, mas de observá-los e analisá-los. Holgrave fala como se aquela casa fosse um teatro, e parece pressentir uma desgraça iminente. Os dois jovens se despedem, e dois dias depois Phoebe parte, de trem.
15º capítulo: A carranca e o sorriso
A Casa das Sete Torres fica melancólica sem Phoebe. A freguesia se afasta da loja e as tempestades se sucedem. Num dia de muito vento o Juiz Pyncheon chega para visitá-los, e quer ver Cliford, mas Hepzibah evita chamá-lo, dizendo que está doente, e acusa o juiz de ter arruinado a vida do irmão. O juiz se defende, dizendo que apenas cumpriu a lei, estranhando o ressentimento que tinham por ele em todos esses 30 anos; depois revela querer vê-lo porque um dia ele lhe confessara estar de posse do segredo de uma fortuna incalculável, e que talvez ele tenha os documentos sobre tal fortuna. Ameaça internar Clifford em um hospício, caso ele não coopere. Hepzibah, assustada, resolve chamar Clifford em seu quarto, deixando Jaffrey sentado numa antiga cadeira da sala.
16º capítulo: O quarto de Clifford
Hepzibah vai buscar Clifford, angustiada, e pensa em pedir a ajuda de Holgrave, mas este não está em casa. Ao chegar no quarto do irmão, constata que ele não está, nem está no jardim. Desespera-se com o que possa ter acontecido com o irmão, que não está em sua plena consciência, e volta pedindo socorro ao juiz, mas este não responde. Só vê Clifford, exultante, apontando para o juiz imóvel, sentado na cadeira. Hepzibah constata que ele está morto e, assustada, segue Clifford, que a convida para irem embora de casa. Hepzibah sai, aterrorizada, deixando o juiz lá, sentado.
17º capítulo: O voo das duas corujas
Clifford e Hepzibah caminham pela Pyncheon Street em direção ao centro da cidade, em meio à ventania. Hepzibah pergunta se não estão sonhando, ao que Clifford revela que nunca esteve tão acordado. Na estação, embarcam no trem, e conversam com os passageiros. Clifford observa que “o terreno em que se constrói uma casa, que chamamos propriedade é a base de todos os erros do mundo”. Falam sobre o mesmerismo. Numa estação solitária, Hepzibah e Clifford descem do trem, e ficam desnorteados, sem saber o que fazer.
18º capítulo: O governador Pyncheon
Enquanto Hepzibah e Clifford fogem, o Juiz Pyncheon permanece na cadeira, e o capítulo discorre sobre os compromissos do juiz, e faz um comparativo com todas as coisas que ele ainda faria, se estivesse vivo.
19º capítulo: O ramalhete de Alice
No dia seguinte, Tio Venner é a primeira pessoa que passa pela vizinhança e observa o grande tufo de flores, no ângulo formado pelas duas torres da frente, e que o povo costumava chamar de “ramalhete de Alice”, pois acreditava que ela lançara ali as sementes trazidas da Itália. Depois chega Holgrave, que conversa com ele. Mas não veem nenhum movimento na casa. Mais tarde, Phoebe chega e tenta entrar, mas ninguém atende. Ela dá a volta na casa, e entra pela porta do jardim.
20º capítulo: A flor do Éden
Quando Phoebe entra na casa, sente alguém segurando sua mão, e percebe que é Holgrave. Ao mesmo tempo que se alegra com sua volta, ele está apreensivo, pois descobriu o juiz morto, mas Hepzibah e Clifford não estão em casa, e ele teme avisar as autoridades, pois poderia incriminar os dois irmãos. Observa que a morte do juiz parece castigo de Deus, e quer prolongar mais este momento. Holgrave confessa ali seu amor por Phoebe. Repentinamente, a porta se abre e Hepzibah e Clifford voltam, alegrando-se ao ver Phoebe e Holgrave. Clifford observa que o ramalhete de Alice está aberto, e que a flor do Éden desabrochara, hoje, na casa velha e triste.
21º capítulo: A partida
A morte súbita do Juiz Jaffrey Pyncheon causa sensação entre os conhecidos e, constatada ter sido morte natural, logo foi esquecido. Aos poucos foram voltando à tona antigos fatos, entre eles o da morte do velho Jaffrey Pyncheon, tio de Hepzibah, Clifford e Jaffrey, há 30 ou 40 anos atrás. Quando morrera, foram encontrados indícios de papéis revirados em sua escrivaninha, manchas de sangue, o que incriminara Clifford, que morava com ele, na Casa das Sete Torres. Aventava-se, agora, que o juiz fora, na mocidade, um malandro incorrigível, que dissipara seus bens e que fora surpreendido remexendo nos pertences do tio, causando-lhe um mal estar e uma queda, em que o tio batera com a cabeça na ponta da mesa, morrendo em seguida. Jaffrey arranjou tudo de modo a culpar Clifford, e substituira o testamento.
Após a morte do Juiz Pyncheon, soube-se que seu único filho morrera de cólera. Com isso, foram enriquecidos Clifford, Hepzibah e Phoebe. A morte do juiz fortalecera Clifford, mas nunca ele se torna plenamente consciente das coisas, apenas feliz. Mudam-se para a casa de campo do juiz, e Holgrave se mostra mais conservador.
Olham para o retrato do velho Coronel Pyncheon, quando observam uma mola, que Clifford reaviva na memória ter descoberto e depois esquecido. Holgrave aperta a mola e, saltando o retrato ao chão, revela um esconderijo na parede, onde está um antigo documento. É um documento índio que legara aos Pyncheon e seus descendentes um vasto território. Era por este documento que Alice perdera a felicidade e a vida, e que Jaffrey se iludira.
Holgrave revela ser um Maule, e diz ser tão feiticeiro quento os seus antepassados. O esconderijo fora feito pelo filho do feiticeiro Maule, quando construíra casa, e ele ali guardara o documento, ficando por todos esses anos em segredo, para desespero dos Pyncheon. Observam porém, que agora esse documento já nada vale.
Phoebe convida Tio Venner a morar com eles, numa casinha em seu jardim, e ele aceita. Todos se despedem da Casa das Sete Torres.
Na cena final, Tio Venner, ao passar pela casa, parece ouvir acordes de música e imagina que a bela Alice Pyncheon testemunha a felicidade de seus descendentes , dando um toque final de alegria espiritual no seu cravo, voando depois da Casa das Sete Torres em direção ao céu.

## Personagens
- Hepzibah Pyncheon – uma solteirona, descendente dos Pyncheon, que mora na Casa das Sete Torres, e que no início da história resolve abrir uma loja para se salvar da ruína.

- Holgrave – um daguerreotypist que aluga uma das torres, e que esconde o fato de ser descendente de Matthew Maule, o feiticeiro que foi acusado e bruxaria e destituído de sua cabana para que o Coronel Pyncheon construísse a Casa das Sete Torres. Durante o relato, apaixona-se por Phoebe.

- Phoebe Pyncheon – uma Pyncheon do interior, que não faz parte da aristocracia. Muda-se para a casa, e ajuda Hepzibah e Clifford a vencerem a depressão. Apaixona-se por Holgrave.

- Alice Pyncheon – uma bela antepassada dos Pyncheon, que foi hipnotizada por um Maule, caindo em transe, até morrer de causas desconhecidas. Passa a ser sentida como um fantasma na Casa das Sete Torres.

- Juiz Jaffrey Pyncheon – Juiz e aspirante político, ambiciona achar os documentos que o trasnformariam em dono de todas aquelas terras.

- Clifford Pyncheon – o depressivo irmão de Hepzibah, no passado acusado de assassinar o tio, e que é perseguido e atormentado pelo primo, Juiz Pyncheon.

- Tio Venner – um velho amigo de Hepzibah, que os visita frequentemente.

- Ned Higgins – um garoto da vizinhança que faz compras na loja de Hepzibah.

## Cenário

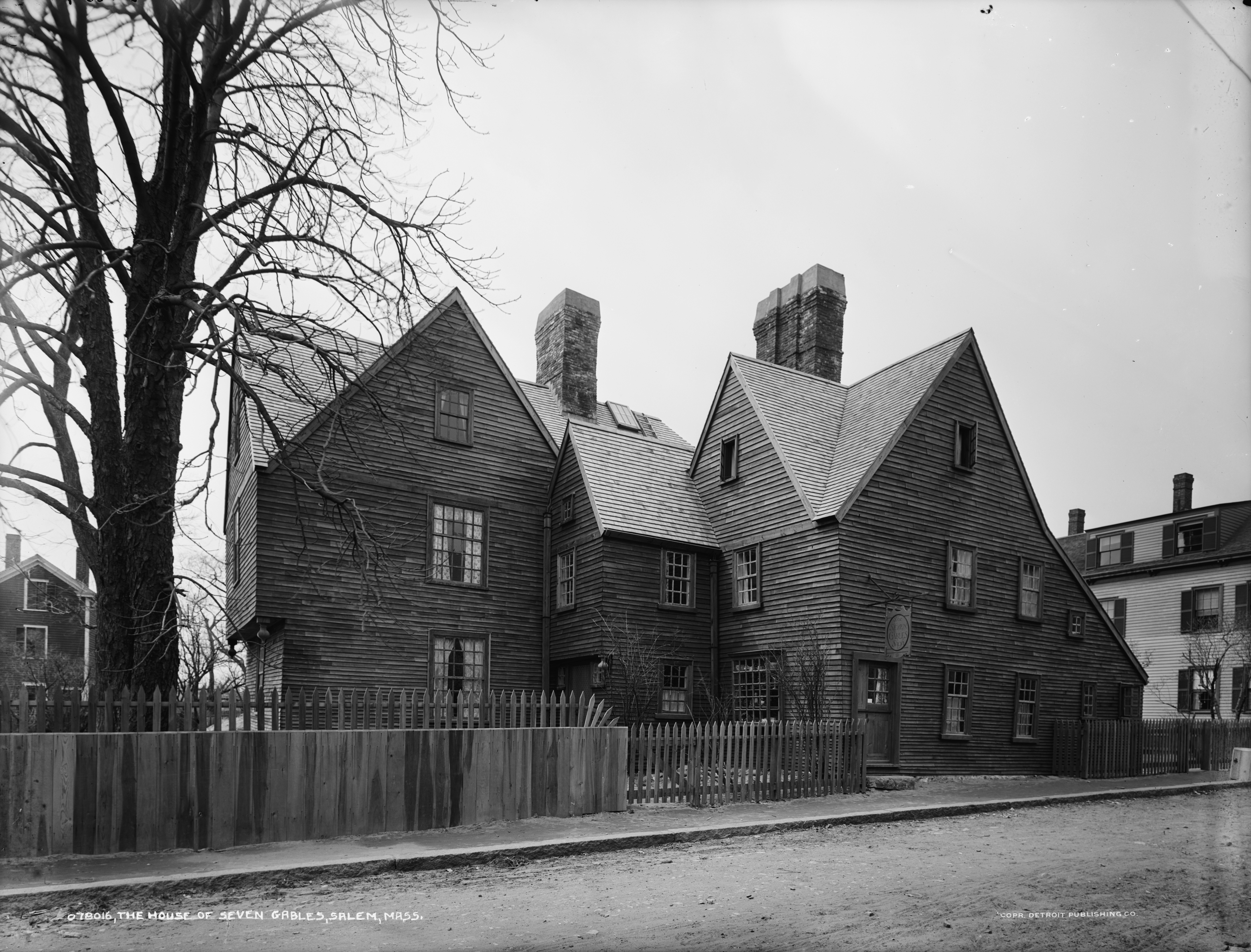
Casa das Sete Torres em Salem, Massachusetts, em 1915.

A família Pyncheon realmente existiu, e foram ancestrais do escritor norte-americano Thomas Pynchon.
House of the Seven Gables, em Salem, Massachusetts – hoje um museu –perteceu à prima de Hawthorne, Susanna Ingersoll. O fato de possuir sete torres era conhecido por Hawthorne somente através das histórias de infância; quando das suas visitas, ele teria visto apenas três torres, devido a obras de renovação arquitetônica. Alegadamente, Ingersoll teria inspirado Hawthorne para escrever o romance, embora Hawthorne tenha afirmado que o livro foi uma obra de ficção completa, com base em nenhuma casa particular.

## Tema
Hawthorne, freqüentemente assombrado pelos pecados de seus antepassados na caça às bruxas de Salém, examina a culpa e a expiação neste romance. Sua família Pyncheon carrega um grande fardo – por quase 200 anos – como resultado da maneira desonesta com que foi adquirido o terreno onde se situa a casado título. No prefácio ao romance, ele afirma que “a transgressão de uma geração vive nas sucessivas e... torna-se um prejuízo puro e incontrolável” ("the wrongdoing of one generation lives into the successive ones and... becomes a pure and uncontrollable mischief").
No entanto, surge também um tema oposto. Hawthorne, embora cheio de culpa com relação aos seus ancestrais passados, realmente sugere uma série de cenas em que a família de Maule realmente é bruxa. Alice Pyncheon indiretamente é morta pelo neto de  Maule, usando seus poderes para encantá-la. Enquanto isso, o narrador detalha o fantasma dos descendentes do Coronel Pyncheon retornando para tentar abalar a imagem do coronel na parede, só impedidos pelo fantasma e pela magia do Maule original.
Hawthorne, preocupado com as verdades morais e emocionais por trás ações de povos e aparições, refere a bruxaria de Maule somente dentro de dispositivos de enquadramento das obras de imaginação (incidentes acima ocorrem dentro de uma história escrita por Holgrave). Da mesma forma, o quadro geral imaginativo do romance propriamente dito proporciona um veículo para Hawthorne confrontar a experiência moral e emocional da magia: Holgrave, descendente de Maule, gradualmente encanta Phoebe, “jogando sua armadilha de amores de feitiçaria ...”.

## Publicação
The House of the Seven Gables seguiu o bem sucedido romance de Hawthornes “The Scarlet Letter”. Ele levou dez meses para escrevê-lo, concluindo-o no início de 1851. Após sua publicação, Hawthorne disse: “Ele vendeu finamente e parece ter agradado muitas pessoas ("It sold finely and seems to have pleased a good many people").

## Influências
O romance foi a inspiração para a ficção do escritor H. P. Lovecraft, conforme publicado no ensaio "Supernatural Horror in Literature". Seven Gables influenciou os contos de Lovecraft "The Picture in the House", "The Shunned House" e o romance "The Case of Charles Dexter Ward".

## Adaptações
- O romance foi adaptado para o filme The House of the Seven Gables, de 1940, com Margaret Lindsay como Hepzibah, George Sanders como Jaffrey e Vincent Price como Clifford. Nessa adaptação, Hepzibah e Clifford foram feitos amantes em vez de irmão e irmã, e o filme termina com um duplo casamento. A direção foi feita por Joe May, com roteiro adaptado por Lester Cole.[7]
- Há também um filme mudo, The House of the Seven Gables, curto, feito em 1910, com Mary Fuller.
- The House of the Seven Gables foi refilmado em 1967.
- Foi também levemente adaptado como uma das três histórias no filme de 1963, Twice-Told Tales (Nos Domínios do Terror), junto com "Rappaccini's Daughter" e "Dr. Heidegger's Experiment", com Vincent Price.
- O romance foi adaptado para uma rodução televisiva de 60 minutos em 1960, para The Shirley Temple Show, com Shirley Temple como Phoebe, Robert Culp como Holgrave, Agnes Moorehead como Hepzibah e Martin Landau como Clifford.

## Traduções em língua portuguesa
- A Casa das Sete Empenas, tradução de Francisco Bugalho, para a Portugália Editora (Lisboa), nos anos 30,[8][9] Coleção Romances Sensacionais, nº 11.[10]
- A Casa das Sete Torres, tradução de Lígia Autran Rodrigues Pereira, para a Livraria Martins Editora, 1942,[11][12] Coleção Excelsior, nº 8.[10] Foi a tradução utilizada também pelo Clube do Livro (anos 50), Círculo do Livro e Editora Abril.
- A Casa dos Sete Oitões, tradução de Sodré Viana para a Livraria José Olympio Editora, s.d. Coleção Fogos Cruzados.[10]
- A Casa das Sete Torres, pela Ediouro, 1988.